# Солодка Даруся (фільм)
«Солодка Даруся» — фільм, екранізація однойменного роману української письменниці Марії Матіос.

## Про фільм
Екранізація відомого роману Марії Матіос Солодка Даруся. Режисер Олександр Денисенко.
Робота над кінопроєктом відбувається під патронатом Президента Петра Порошенка, та за підримки лауреата премії «Оскар» режисера Анджей Вайди, Славоміра Ідзяка, Віталія Кличка, Анджея Струмілло тощо.

## Сюжет
У середині ХХ сторіччя в українському гуцульському селищі, окупованому радянськими військами, знедолена сирота Даруся намагається подолати жахливі видіння з минулого. Усе, що вона пам'ятає — це глибоке почуття провини за трагедію, до якої була причетною ще невинним дитям.